# Nowa Osada (Zamość)
Nowa Osada – jedna z większych, historycznych dzielnic Zamościa, które istniały stosunkowo do niedawna. Obejmowała obszar wokół Nowego Rynku oraz ulic Partyzantów i Lwowskiej, przebiegających przez jej centrum (południowo-wschodni fragment Zamościa).
Granice Nowej Osady wyznaczały:
- od północy: linia normalnotorowa nr 72
- od zachodu: ul. Odrodzenia, ul. Orląt Lwowskich i ul. Lipska (dawne granice miasta)
- od wschodu: wschodnia granica Zamościa
- od południa: rzeka Łabuńka

Do 1954 roku istniała gmina Nowa Osada.

## Historia
Nowa Osada powstała w 1822 roku, jej centrum stanowił Nowy Rynek, powstały wraz z tą miejscowością. Powstanie wsi związane było z modernizacją Twierdzy Zamość i likwidacją dotychczasowych przedmieść, które leżały zbyt blisko murów fortecznych Zamościa. Autorem Nowej Osady był Jan Malletski, który wyznaczył 442 działki po obu stronach szosy lwowskiej wraz z Nowym Rynkiem. Zamieszkało tu wkrótce ok. tysiąca osób, a pod koniec 1826 roku było zajętych 250 działek. Wśród mieszkańców nowego przedmieścia, oprócz wielu mieszczan ze zlikwidowanych przedmieść, było też sporo Żydów (jednak wielu z nich osiedliło się tu nielegalnie). Podczas oblężenia w 1831 roku, a następnie wskutek pożaru (1832), prawie cała zabudowa wsi uległa zniszczeniu. W 1849 roku wieś ta staje się własnością miejską, tym samym zaczyna funkcjonować jako jedna z dużych dzielnic Zamościa. Nowa Osada w 1854 roku była zamieszkana przez 1576 osób i posiadała 25 ulic, przy których stało 9 budynków murowanych i 227 drewnianych. Powoli przedmieście to przybierało formę małego miasteczka, szczególnie gdy przeniesiono tu władze miejskie (do 1866 roku) i jarmarki, a wkrótce powstawały zespoły budynków poczty i drewniana bóżnica. Po kasacie twierdzy (1866) zezwolono na murowaną zabudowę i zaczęły powstawać zajazdy i młyny oraz nowa bóżnica i duży browar. Nowa Osada posiadała 542 ha uprawianej ziemi, w tym 131 łąk. Najlepsze czasy dla Nowej Osady przypadają na okres międzywojenny, kiedy to (po I wojnie światowej) utworzono Gminę Nowa Osada, do której należały miejscowości: Czołki, Horyszów, Chyża, Jarosławiec Mały, Kalinowice Ordynackie, Karolówka, Pniówek, Szopinek, Wólka Horyszowska i Wólka Panieńska. Nowa Osada w 1937 roku była zamieszkana przez 8,5 tysiąca osób (z czego Żydzi stanowili 70%). W 1938 roku rozpoczęto tu budowę kościoła pw. św. Krzyża. Przez wiele lat po II wojnie światowej Nowa Osada (coraz częściej określana jako Nowe Miasto) niewiele się zmienia. Stopniowo do przebudowy płn. części Nowego Miasta dochodzi dopiero na początku lat 70. Stara zabudowa (często z końca XIX wieku) zostaje zastąpiona dużymi osiedlami mieszkaniowymi, powstaje dworzec autobusowy, szkoła, dom towarowy, a nawet 2 banki.

## Obecnie
Obecnie Nowa Osada istnieje pod nazwą Nowe Miasto, które dzisiaj jest rozdrobnione na kilka mniejszych osiedli, w tym na osiedle Nowe Miasto, będące w centrum dawnej Nowej Osady.

### Osiedla
Obecne osiedla, które wchodziły w skład dawnej dzielnicy:
- Os. Nowe Miasto
- Os. Partyzantów – wschodnia część od ul. Odrodzenia
- Os. Słoneczny Stok
- Os. św. Piątka
- Os. J. Zamoyskiego

### Handel i usługi
Na terenie dawnej dzielnicy dostępne są sklepy różnych sieci handlowych:
- Biedronka (4) – ul. J. Zamoyskiego, ul. Hrubieszowska, ul. S. Wyszyńskiego, ul. Lwowska
- Centrum Handlowe E.Leclerc – ul. S. Wyszyńskiego
- Centrum Handlowe Lwowska (Carrefour) – ul. Lwowska
- Lidl – Al. Jana Pawła II

W rejonie Nowego Rynku powstały także domy handlowe, które skupiają małe sklepiki (głównie z branży odzieżowej):
- DH Agora – ul. Gminna / ul. Partyzantów
- DH Tomasz – ul. M. Reja

Jest tu też kilka banków (m.in. PKO BP, Pekao SA) oraz wiele bankomatów obsługujących konta najbardziej znanych banków. W rejonie Obwodnicy Hetmańskiej można znaleźć kilka salonów samochodowych (m.in. Dacia, Renault).

### Oświata
Na terenie byłej dzielnicy funkcjonuje wiele placówek oświatowych, od najniższej do najwyższej rangi.
Szkoły podstawowe:
- SP nr 2 im. Henryka Sienkiewicza – ul. Lwowska
- SP nr 4 im. Stefana Batorego – ul. J. Zamoyskiego
- SP nr 6 im. Szymona Szymonowica – ul. Orla

Gimnazja:
- Gimnazjum nr 2 im. Jana Zamoyskiego XVI Ordynata – ul. Lwowska / ul. Młyńska
- Gimnazjum nr 4 im. Kardynała Stefana Wyszyńskiego – ul. J. Zamoyskiego

Licea:
- II LO im. Marii Konopnickiej – ul. Partyzantów
- IV LO w ZSP nr 3 im. Armii Krajowej – ul. J. Zamoyskiego
- I Prywatne LO – ul. Krasnobrodzka

Szkoły wyższe:
- Akademia Zamojska – ul. Hrubieszowska (Instytut Humanistyczny) i ul. J. Zamoyskiego (Instytuty: Matematyki i Technologii Innowacyjnych oraz Przyrodniczo-Techniczny)